# Пир Ахмедага Баба
Пир Ахмедага Баба (азерб. Əhmədağa Baba Piri) — святое для мусульман место, расположенное в селе Ергюдж Хачмазского района Азербайджана, в 50 метрах от дороги Баку — Губа (или Губа — Хачмаз).

## Описание храма

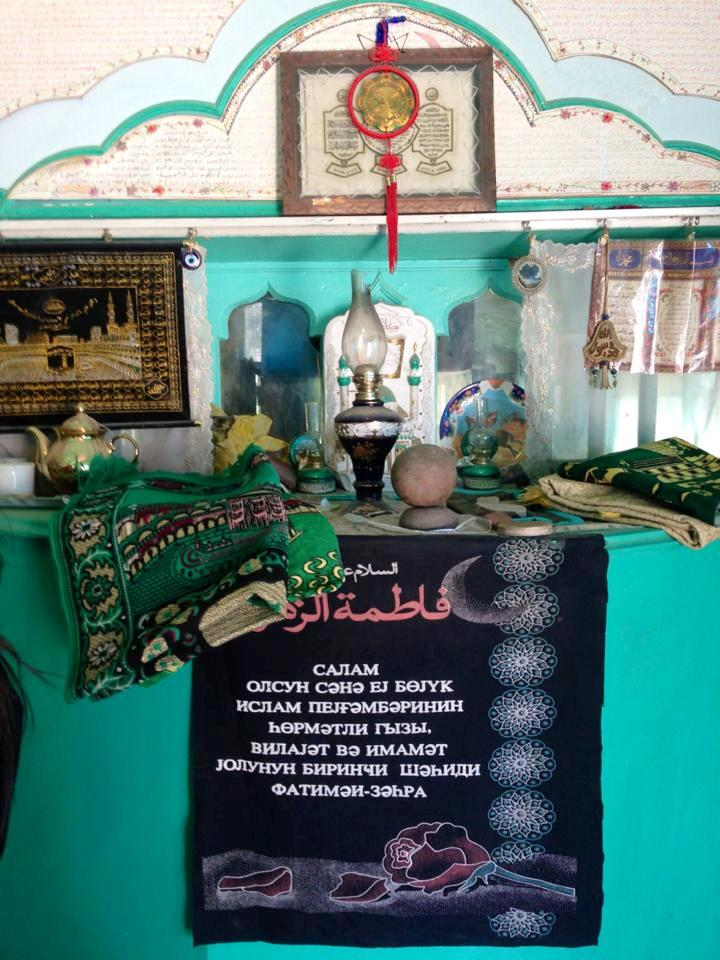
Уголок, посвящённый Фатиме Захре

Комплекс состоит из небольшого конусообразного каменного храма с куполообразной крышей, покрытой жестяной цельной черепицей. Вершину купола подитоживает башня, которая также выполнена в форме жестяного конуса с маленьким куполом. С обеих сторон от входной двери в храм, расположены прямоугольные окна горизонтальной формы. Ещё одно прямоугольное окно, но уже вертикальной формы, находится с правой стороны от основной двери. Под ним установлен ящик для пожертвований.
Внутреннее скромное убранство основного помещения храма, которое открыто для паломников и обычных посетителей и туристов, состоит в основном из стеллажей и полок с религиозной и познавательной литературой как на азербайджанском, так и на русском языках. В частности в храме находится священный коран XIX века на русском языке.
Один из уголков храма полностью посвящён Фатиме Захре — младшей дочери пророка Мухаммеда, проповедника монотеизма и основателя исламской религии, от его первой жены Хадиджи. Фатима Захра единственная из всех детей пророка Мухаммеда пережила его. Почитается мусульманами как образец богобоязненности и терпения, а также наилучших нравственных качеств.
Через основное помещение храма, есть вход в комнату настоятеля, который помогает паломникам в совершении тех или иных религиозных обрядов.
В большом внутреннем дворе храма, который расположен в лесу, и окружен каменной стеной с арочными узорами, установлены многочисленные деревянные столы со скамейками, предназначенные для паломников, которые совершают тут же жертвоприношения, в качестве благодарности за исполненные желания. При этом часть жертвенного животного обязательно должна быть роздана неимущим. Рядом с храмом протекает канал с чистой водой, в котором паломники совершают ритуал омовения.

## Фотогалерея

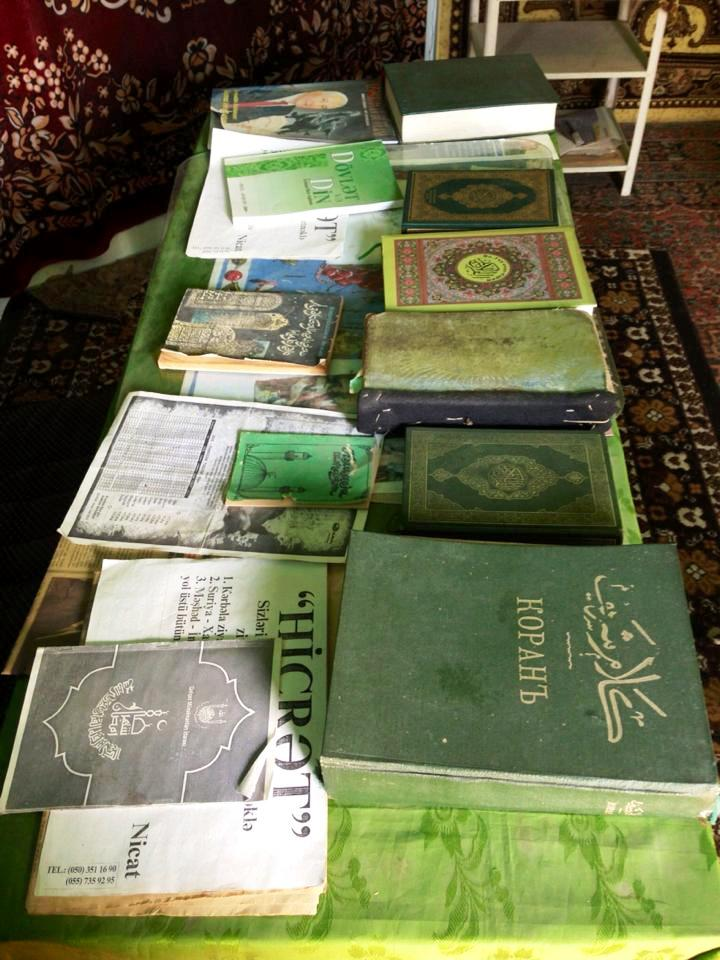
Религиозные книги в Пире
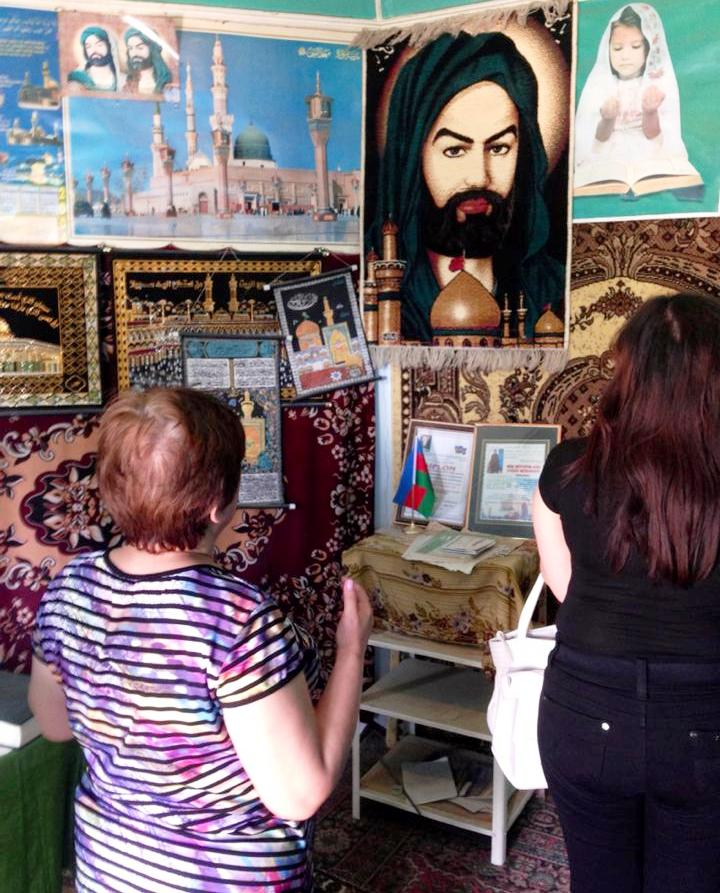
Посетители Пира